# Trường Quốc học Quy Nhơn
Trường Quốc Học Quy Nhơn là một trường Trung học ở Quy Nhơn, Bình Định. Cùng với Quốc học Huế, Quốc học Vinh, Trường là một trong ba trường Quốc học được chính quyền Pháp mở ra ở Trung kì, tên gọi đầu tiên là Collège de Quinhon (trước năm 1975 địa danh Quy Nhơn viết là Qui - nhơn không phải Quy Nhơn như bây giờ), với mục đích là đào tạo lớp công chức cho Chính phủ Bảo hộ Nam triều.

## Lịch sử hình thành
Tên trường qua các thời kỳ:
+ 1921 - 1923: Ecole Elémentaire Franco – Annamité Cours Complémentaire (Trường tiểu học Pháp - Việt)
+ 1923 - 1926: Collège de Quinhon
+ 1926 - 1944: Collège de Plein Exercice De Quinhon
+ 1944 - 1948: Collège de Votanh
+ 1948 - 1950: Trung học Nguyễn Huệ
+ 1950 - 1951: Phổ thông cấp 3 Nguyễn Huệ
+ 1951 - 9/1955: Phổ thông cấp II – III Bình Định
+ 9/1955 - 3/1975: Trung học Cường Đễ
+ 1975 - 9/1991: Phổ thông Trung học Quang Trung
+ 9/1991 - nay: Quốc Học Quy Nhơn
Trước Cách mạng Tháng Tám 1945 cả khu vực miền Trung chỉ có 3 ngôi trường được mang tên Quốc học đó là: Quốc học Huế, Quốc học Quy Nhơn và Quốc học Vinh. Trường Quốc học Quy Nhơn được thành lập từ năm 1921 với tên gọi là Collège de Quinhon trên cơ sở nền tảng của trường Pháp - Việt Quinhon (Ecole Elémentaire Franco – Annamité Cours Complémentaire) trụ sở chính đóng tại trường Nữ học cũ mà nay là trường Tiểu học Lê Lợi. Năm học 1921 – 1922, trường mở thêm lớp Đệ nhất niên. Tuy nhiên, sau khi học hết lớp Đệ nhất niên này thì những học sinh được lên lớp Đệ nhị niên phải ra Quốc học Huế để học tiếp chứ Quốc học Qui - nhơn chưa có lớp Đệ nhị niên.
Năm học 1924-1925 Quốc học Quy Nhơn chuyển sang cơ sở mới và lấy tên là Collège de Quinhon (đóng tại khu vực các trường Tiểu học và Trung học cơ sở Lê Hồng Phong - khách sạn Thanh Bình) trải rộng từ phía Bắc đường Nguyễn Công Trứ - khu vực Lê Hồng Phong - Công viên Quang Trung và phía Nam đường Lý Thường Kiệt ngày nay (lúc đó gọi là khu vực ngã ba Công Quán - Collège – Ga Qui - nhơn). Mặt của trường hướng ra đại lộ O-Đân-Đan (đường Lê Hồng Phong).

Đến năm học 1926 – 1927 trường hoàn chỉnh cấp Cao đẳng Tiểu học từ lớp Năm (lớp thấp nhất, là lớp 1 hiện nay) cho đến lớp đệ tứ (là lớp 9 hiện nay) và có đầy đủ 10 lớp.

Quốc học Quy Nhơn là ngôi trường duy nhất ở khu vực miền Trung có đầy đủ 3 cấp và giảng dạy hoàn toàn bằng Pháp ngữ. Cấp 1 gọi là Sơ học yếu lược gồm 3 lớp: Lớp Năm, lớp Tư, lớp Ba. Cấp 2 gọi là Cao đẳng tiểu học gồm 4 lớp: Đệ nhất niên, Đệ nhị niên, Đệ tam niên và Đệ tứ niên. Học hết lớp Đệ tứ học sinh phải thi tốt nghiệp Cao đẳng tiểu học và được cấp Diplome hay bằng Thành Chung. Các lớp đồng ấu của trường được bố trí ở khu vực Sở giáo dục (đối diện với cổng Trường Quốc học Quy Nhơn ngày nay) trên đường Trần Phú. Do đó, đã hình thành nên mối quan hệ lịch sử giữa các trường Tiểu học Lê Hồng Phong – Trung học cơ sở Lê Hồng Phong và Quốc Học Quy Nhơn.

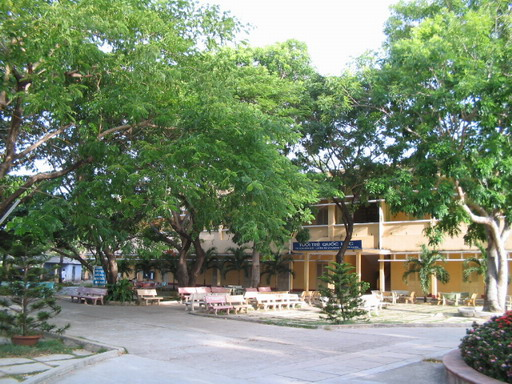
Một góc Quốc học Quy Nhơn

Các Thầy Cô giáo của Trường có cả người Pháp lẫn người Việt. Học sinh của trường chủ yếu là người các tỉnh từ Đà Nẵng vào đến Phan Thiết và khu vực Tây Nguyên, học sinh có cả người Kinh và một số ít là dân tộc thiểu số với khoảng 400 học sinh. Trong khuôn viên Trường được xây dựng và trang bị khá đầy đủ với: Sân vận động, xưởng trường, bệnh xá, ký túc xá, phòng thí nghiệm, thư viện...
Sau Cách mạng Tháng Tám 1945, dưới chế độ Việt Nam Dân Chủ Cộng Hòa. Kháng chiến chống Pháp bùng nổ. Năm học 1945-1946 trường dời về thôn An Lương – xã Mỹ Chánh – huyện Phù Mỹ. Sau đó vài năm trường chuyển về xã Nhơn Phong – huyện An Nhơn và được đổi tên thành trường Nguyễn Huệ. Năm học 1950 – 1951 trường tách ra làm 2 cơ sở là Nguyễn Huệ Nam vẫn đóng ở Nhơn Phong – An Nhơn và Nguyễn Huệ Bắc thì đóng ở Bồng Sơn – Hoài Nhơn và tiếp tục di chuyển theo cuộc kháng chiến. Vào giữa năm học 1954-1955 một số đông giáo viên và học sinh của 2 trường Nguyễn Huệ đã lên đường tập kết ra Bắc.
Năm 1955 dưới chế độ Việt Nam Cộng Hòa, Trường được mở lại trên nền trường cũ (Collège de Quy Nhơn) nhưng đã bị lấn chiếm và thu hẹp đến hơn một nửa và được đổi tên thành trường Trung học Cường Để Quy Nhơn (khu vực trường Tiểu học và Trung học cơ sở Lê Hồng Phong).
Năm 1958, trường chuyển sang cơ sở mới được xây dựng tại địa chỉ số 09 Trần Phú hiện nay. Mở thêm cấp III và dạy từ lớp 9 trở lên.

Năm 1975 đất nước thống nhất, Trường Cường Để Qui - nhơn được đổi tên thành trường cấp III Quang Trung, sau đó đổi thành Trung học Quang Trung.
Năm học 1991-1992 trường được phép lấy lại tên cũ là trường Quốc học Quy Nhơn và tồn tại phát triển cho đến hiện nay.
Trải qua bao thăng trầm, biến đổi của lịch sử. Mặc dù phải di chuyển cơ sở nhiều lần, đổi tên nhiều lần nhưng Quốc học Quy Nhơn vẫn là cái nôi đã đào tạo nhiều nhân tài cho đất nước.
Học sinh của Trường từ trước đến tận bây giờ, trải qua nhiều thế hệ hầu hết đều là những người tài, chăm chỉ và thông minh. Tất cả đều là những học sinh có nhiều thành tích trong học tập trước khi được tuyển chọn vào Trường.

## Một số cựu học sinh của Trường
- Hồ Chí Minh - Chủ tịch nước vĩ đại, anh hùng dân tộc, danh nhân văn hóa thế giới.
- Nguyễn Hữu
- Lê Văn Thiêm - Nhà toán học, là một trong số các nhà khoa học tiêu biểu nhất của Việt Nam trong thế kỷ 20. Ông là Viện trưởng đầu tiên của Viện Toán học, chủ tịch đầu tiên của Hội Toán học Việt Nam và tổng biên tập đầu tiên của hai tạp chí toán học Việt Nam là tạp chí "Acta Mathematica Vietnamica" và "Vietnam Journal of Mathematics".
- Xuân Diệu - Nhà thơ
- Chế Lan Viên - Nhà thơ
- Đặng Hữu - Viện sĩ Khoa học của Liên Xô (cũ), nguyên Ủy viên Ban Chấp hành Trung ương, Trưởng ban Khoa giáo Trung ương Đảng
- Mai Kỷ - Giáo sư, Tiến sĩ, nguyên Bộ trưởng, Chủ nhiệm Uỷ ban Quốc gia Dân số và Kế hoạch hoá gia đình Việt Nam
- Quách Tấn - Nhà thơ
- Phạm Hổ - Nhà thơ
- Phan Tứ - Nhà văn
- Nguyễn Hữu Chính
- Vũ Trung Lương - Giám đốc Xưởng phim Hoạt hình Việt Nam
- Bùi Văn Ga - Giáo sư, Tiến sĩ KH, nguyên Thứ trưởng Bộ Giáo dục và Đào tạo, Việt Nam
- Nguyễn Văn Phúc - Hiệu Trưởng Đại học Quốc Tế Miền Đông, Bình Dương, Việt Nam
- Nguyễn Huy Nhân - Nhạc sĩ